# Immacolata Sirressi
Immacolata Sirressi (née le 19 mai 1990 à Santeramo in Colle, dans la province de Bari, dans la région des Pouilles) est une joueuse italienne de volley-ball. Elle mesure 1,75 m et joue au poste de libero. Elle totalise 18 sélections en équipe d'Italie.

## Clubs
| Club              | Pays   | De        | À         |
| ----------------- | ------ | --------- | --------- |
| Santeramo Sport   | Italie | 2004-2006 | 2005-2006 |
| Club Italia       | Italie | 2006-2007 | 2007-2008 |
| Santeramo Sport   | Italie | 2008-2009 | 2008-2009 |
| Asystel Volley    | Italie | 2009-2010 | 2009-2010 |
| Castellana Grotte | Italie | 2010-2011 | 2010-2011 |
| Tiboni Urbino     | Italie | 2011-2012 | 2011-2012 |
| Chieri Volley     | Italie | 2012-2013 | 2012-2013 |
| VBC Casalmaggiore | Italie | 2013-2014 | …         |

## Palmarès

### Équipe nationale
- World Grand Champions Cup (1)
  - Vainqueur : 2009.
- Championnat d'Europe des moins de 20 ans
  - Vainqueur : 2008.
- Coupe du monde
  - Vainqueur : 2011.

### Récompenses individuelles
- Championnat d'Europe féminin de volley-ball des moins de 20 ans 2008: Meilleure libero.